# Kagan (Pakistan)

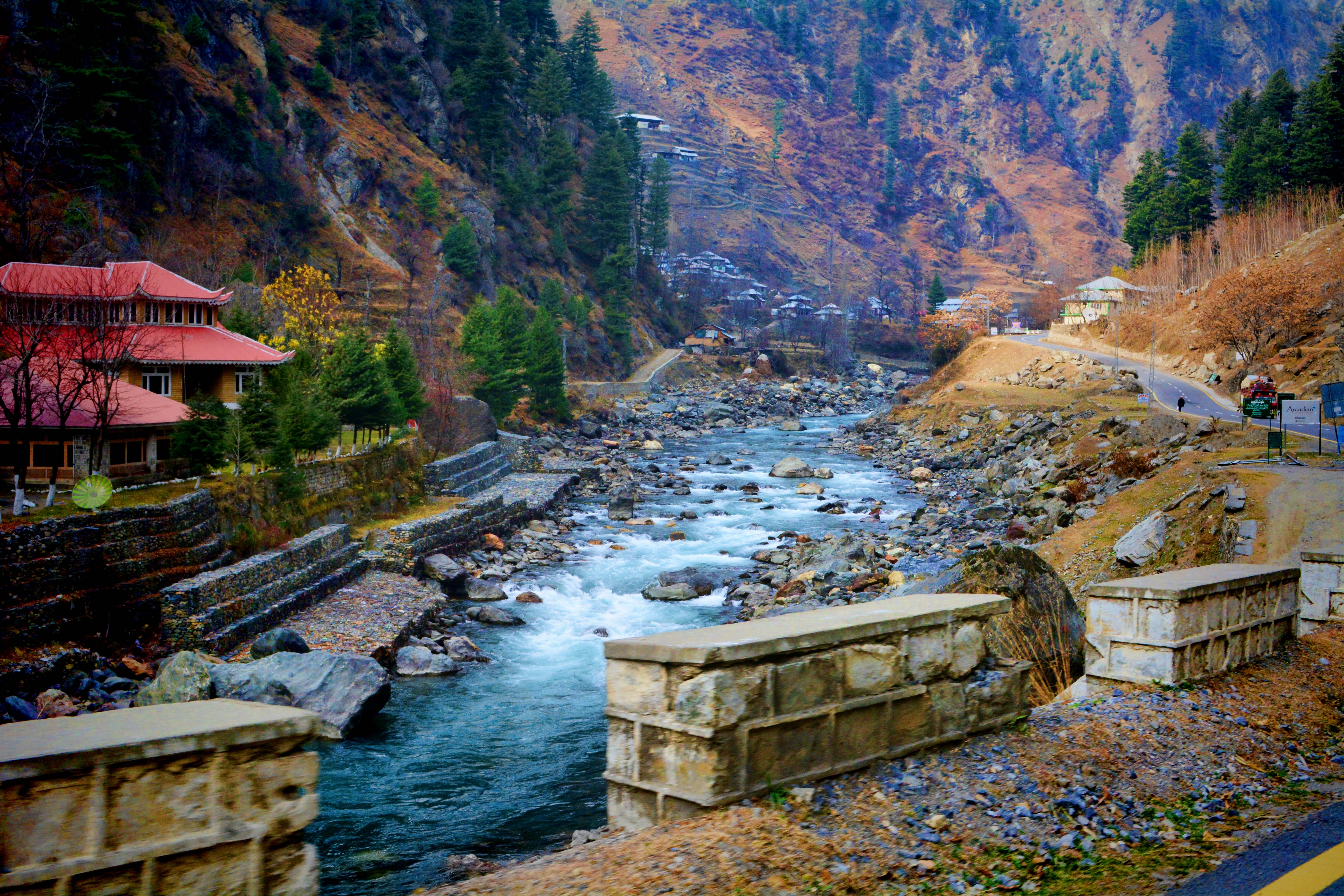
El riu Kunhar, a la vall de Kagan

Kagan o Khagan (وادی کاغان en urdu) és una vall de muntanya al nord-est del districte pakistanès de Mansehra (a l'antic districte d'Hazara i després divisió d'Hazara), a la província de la Frontera del Nord-oest, rodejada del territori del Caixmir excepte al sud, amb una superfície de 2.000 km² i uns 100 km de llargària, amb una amplària mitjana de 25 km. El riu Kunhar passa per una gorja central per unir-se al riu Jhelum després de regar tota la vall, però el nom l'agafa de la vila de Kagan, a 34° 46′ N, 75° 34′ E / 34.767°N,75.567°E. La població és de majoria gujar amb molts swatis. Una dotzena de llacs fan la vall idònia per al turisme de natura dels pakistanesos. Va patir un fort terratrèmol el 8 d'octubre de 2005.